# 奥利维耶·科拉里尼
奥利维耶·科拉里尼（義大利語：Olivier Collarini，1863年11月27日—？），意大利前男子击剑运动员。他曾代表意大利参加1900年夏季奥林匹克运动会击剑比赛的男子个人花剑和男子个人重剑比赛。